# Societas Meteorologica Palatina
Die Societas Meteorologica Palatina, auch Mannheimer Meteorologische Gesellschaft genannt, wurde 1780 als 3. Klasse der Mannheimer Akademie der Wissenschaften von Kurfürst Karl Theodor gegründet. Sie war die erste Gesellschaft, die weltweit Wetterbeobachtungen organisiert, durchgeführt und veröffentlicht hat. Diese Daten dienten späteren Meteorologen als wichtige Grundlagen für die Berechnung von Klimazonen und Wetterkarten.

## Geschichte
Aus der Gründungsurkunde: 

„Die Wissenschaften, die einen unmittelbaren Einfluss auf des Menschen Leben und seine tägliche Beschäftigung haben, verdienen eine besondere Beachtung, Aufmerksamkeit und Fürsorge. Aus diesen Gründen haben Seine Kurfürstliche Durchlaucht die Witterungslehre ihres höchsten Schutzes gewürdigt und Anstalten treffen lassen, dass an mehreren wichtigen Orten der kurfürstlichen Erblanden, auch in anderen Gegenden Europas und der übrigen Weltteile künftig mit gleichartigen Instrumenten tägliche Beobachtungen gemacht und eingesammelt werden.“

Die Beobachter wurden als auswärtige Mitglieder der Akademie gezählt. Jeder Beobachter erhielt auf kurfürstliche Kosten einheitliche Messinstrumente, Beobachtungsanleitungen und Formulare zur Erfassung der Daten. Den Transport der Pakete und Briefe übernahm die kurpfälzische Diplomatenpost.
Als erster Sekretär der Gesellschaft wurde Johann Jakob Hemmer ernannt. Die Gesellschaft wurde aufgelöst, nachdem 1790 Hemmer und 1799 Karl Theodor gestorben war, 1795 das Mannheimer Schloss durch österreichische Truppen beschädigt worden war und im Reichsdeputationshauptschluss Mannheim an Baden gefallen war.

## Messinstrumente und Beobachtungen
Die Messinstrumente waren zwei Thermometer, ein Barometer, ein Hygrometer und eine Deklinationsnadel, die von Hemmer in Mannheim geeicht und justiert worden waren, bevor sie an die Beobachter verschickt wurden. Die Beobachter wurden gebeten, zusätzliche Messinstrumente selber herzustellen, dies waren Elektrometer zur Messung der Luftelektrizität, Windmesser, Regenmesser und Verdunstungsmesser.
Die Messungen sollten zu bestimmten Uhrzeiten erfolgen, täglich um 7, 14 und 21 Uhr. Diese Stunden erhielten in der Wetterbeobachtung die Bezeichnung Mannheimer Stunden. Zusätzlich sollten noch phänologische und nosologische Beobachtungen gemacht werden. Dazu gehörten Austrieb, Blüte und Fruchtzeiten von Pflanzen; Ankunft und Abflug von Zugvögeln; Aussehen von Wolken und Bewölkungsgrad; Veränderungen und Krankheiten bei der Bevölkerung. In die Formulare sollten einheitliche Symbole zur Kennzeichnung der Beobachtungen eingetragen werden.

## Messstationen

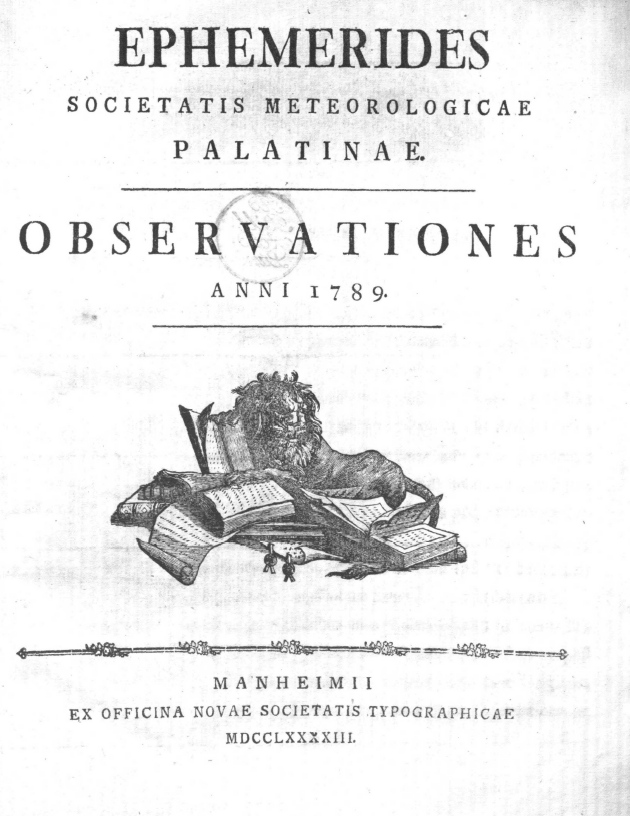
Titelblatt der Palatina Ephemerides Societatis Meteorologicae Palatinae mit den Beobachtungen von 1789

Die Messungen wurden von Beobachtern an 39 Stationen durchgeführt:
- Deutschland: Andechs, Berlin, Düsseldorf, Erfurt, Göttingen, Meteorologisches Observatorium Hohenpeißenberg,  Ingolstadt, Mannheim, München, Regensburg, Sagan (Schlesien), Tegernsee, Würzburg, St. Zeno.
- Österreich: Ofen, Prager Clementinum
- Schweiz: Genf, St. Gotthard
- Italien: Bologna, Chioggia, Padua, Rom
- Frankreich: Dijon, Marseille, La Rochelle
- BENELUX: Brüssel, Delft, Den Haag, Middelburg
- Skandinavien: Eidsberg (N), Spydeberg (N), Kopenhagen, Stockholm
- Russland: Moskau, Pyschminsk (Ural), St. Petersburg
- Außerhalb Europas: Godthaab (Grönland), Bradford (MA), Cambridge (MA)

Die Ergebnisse wurden gesammelt und unter der Redaktion von Hemmer zeitnah in den Ephemeriden veröffentlicht. Die Ephemeriden erschienen von 1783 bis 1795.

## Erfolgsgründe der Societas Meteorologica Palatina
1. Die Instrumente wurden den Beobachtern unentgeltlich geliefert
2. Zur Beobachtung wurden einheitliche, geeichte und justierte Instrumente benutzt
3. Zentral wurden Anleitungen zum Gebrauch der Instrumente erstellt
4. Es wurden einheitliche, feste Uhrzeiten für die Messungen bestimmt
5. Die Aufschreibungen erfolgten auf einheitlichen Formularen
6. Die Wetterbeobachtungen wurden mit einheitlichen Symbolen bezeichnet
7. Die Daten wurden von einer Redaktion gesammelt und zeitnah veröffentlicht.